# Brock Messenger
Brock Messenger (8 de septiembre de 1995 en Auckland) es un futbolista neozelandés que juega como defensor en el Eastern Suburbs de la Premiership de Nueva Zelanda.

## Carrera
Debutó en 2013 jugando para el Wanderers, un club formado por jugadores sub-20 que fueran elegibles para la Copa Mundial de la categoría 2015. Permaneció en el club, excepto por un corto paso en el Sunshine Coast Fire australiano, hasta su disolución en 2015. Ese año fue contratado por el Canterbury United. Al finalizar la 2015-16, firmó con el Burlingame Dragons estadounidense, pero regresó al elenco neozelandés ese mismo año. A principios de 2017 volvió a dejar el club para probarse en el Jaro finés, con el que finalmente terminaría firmando. A pesar de ser un titular habitual, para finales de ese mismo año, regresó a Nueva Zelanda, en este caso para jugar en el Eastern Suburbs.

### Clubes
| Club                | País           | Año             |
| ------------------- | -------------- | --------------- |
| Wanderers           | Nueva Zelanda  | 2013 - 2014     |
| Sunshine Coast Fire | Australia      | 2014            |
| Wanderers           | Nueva Zelanda  | 2014 - 2015     |
| Canterbury United   | Nueva Zelanda  | 2015 - 2016     |
| Burlingame Dragons  | Estados Unidos | 2016            |
| Canterbury United   | Nueva Zelanda  | 2016            |
| Jaro Pietarsaari    | Finlandia      | 2017            |
| Eastern Suburbs     | Nueva Zelanda  | 2017 - Presente |

### Selección nacional
Disputó la Copa Mundial Sub-20 de 2015 en representación de Nueva Zelanda, en donde solamente disputó el encuentro en el que los Junior All Whites golearon 5:1 a Birmania.